# Eumacrodes euthysticta
Eumacrodes euthysticta är en fjärilsart som beskrevs av Louis Beethoven Prout 1918. Eumacrodes euthysticta ingår i släktet Eumacrodes och familjen mätare. Inga underarter finns listade i Catalogue of Life.